# پارتی‌گیت
نخست‌وزیر بوریس جانسون در یکی رسوایی پارتی گیت که در سال‌های ۲۰۲۰ و ۲۰۲۱ رخ داد، به گردهمایی‌های غیرقانونی اعضای دولت بریتانیا و حزب محافظه‌کار اشاره دارد که در زمان اعمال محدودیت‌های شدید بهداشتی به دلیل همه‌گیری کووید-۱۹ برگزار شد. این تجمعات نه‌تنها واکنش‌های گسترده‌ای از سوی رسانه‌ها و افکار عمومی را به دنبال داشت، بلکه انتقادات شدید از جانب احزاب مخالف و حتی برخی اعضای حزب محافظه‌کار را نیز برانگیخت.
جزئیات و تأثیرات
در اواخر ژانویه ۲۰۲۲، پلیس متروپولیتن تحقیقاتی را در مورد این گردهمایی‌ها آغاز کرد. بوریس جانسون، نخست‌وزیر وقت، و دیگر مقامات برجسته، مانند ریشی سوناک، به دلیل شرکت در این رویدادها مورد انتقاد قرار گرفتند و متوجه شدند که قوانین مربوط به کووید-۱۹ را نقض کرده‌اند. در پی این رسوایی، جانسون و همکارانش مجبور به عذرخواهی و پرداخت جریمه شدند.
این نارضایتی عمومی به کاهش حمایت از حزب محافظه‌کار و بوریس جانسون منجر شد. نتایج انتخابات میان‌دوره‌ای و محلی در سال ۲۰۲۲ نشان‌دهندهٔ تأثیرات منفی این رسوایی بر محبوبیت حزب حاکم بود. در نهایت، در حالی که در ۶ ژوئن ۲۰۲۲ جانسون توانست رأی اعتماد حزب را دریافت کند، اما فشارها برای کناره‌گیری او و بازنگری در رویکردهای دولت همچنان ادامه داشت.
منابع
```
   "Partygate: The scandal that rocked Boris Johnson's government." BBC News. BBC News.
   "Boris Johnson's party scandal: Timeline and analysis." The Guardian. The Guardian.
```